# 입암중학교
입암중학교(笠岩中學校)는 대한민국 전북특별자치도 정읍시 입암면 단곡리에 있는 공립 중학교이다.

## 학교 연혁
- 1972년 11월 29일 : 입암 중학교 12학급 설립 인가
- 1973년 3월 10일 : 개교 및 입학식
- 1976년 1월 10일 : 제1회 졸업식 (211명)
- 2022년 9월 1일 : 제17대 권오형 교장 부임
- 2024년 2월 7일 : 제49회 졸업식 8명 졸업(총 5,668명)

## 참고 자료
- 입암중학교 - 한국교육학술정보원 학교알리미